# Karina Guzmán Arias
Karina Guzmán Arias (Antofagasta, 28 de agosto de 1981) es una abogada, técnico en enfermería, bombera y política chilena, miembro del partido Federación Regionalista Verde Social (FRVS). Desde el 30 de noviembre de 2020 se desempeña como Concejal de la comuna de Antofagasta, por el período municipal 2022-2025. Al mismo tiempo se desempeña como Jefa de Gabinete del Senador por la Región de Antofagasta, Esteban Velásquez, también de la FRVS; y como Vicesuperintendenta del Cuerpo de Bomberos de Antofagasta, institución que integra como voluntaria hace 23 años.

## Familia y estudios
Nació en Antofagasta, el 28 de agosto de 1981, hija de Olga Arias y de Antonio Guzmán y hermana de Pablo Antonio. Realizó sus estudios en la misma comuna; enseñanza básica en las escuelas E62, República del Perú, y E56, Huanchaca; su enseñanza media en el Liceo Marta Narea Díaz; y sus estudios superiores en la Universidad Santo Tomás, técnico en enfermería y derecho, obteniendo el título de Abogada por la Excma. Corte Suprema de Justicia de Chile, especializándose en derecho público. Actualmente cursa primer año de Medicina Veterinaria en la Universidad del Alba.

Está casada con Michell Parra, con quien es madre de Alejandro. Como destacada animalista, forman parte de su familia 6 gatos y 2 perros, todos rescatados.

## Trayectoria laboral, profesional y voluntariado.
Desde la juventud trabajó cuidando niños y adultos mayores. Como profesional, entre 2014 y 2012 trabajó en la enfermería del Colegio Universitario Antonio Rendic; y entre 2017 y 2018 trabajó en la oficina de organizaciones comunitarias de la Ilustre Municipalidad de Antofagasta. Entre 2018 y 2021 se desempeñó como Jefa de Gabinete del Diputado por la Región de Antofagasta, Esteban Velásquez Núñez, cargo que mantiene con el parlamentario ahora en el rol de Senador por la misma región.

Respecto de su participación en Bomberos de Chile, ingresó como voluntaria en el 2000 a la sexta compañía de bomberos de Antofagasta y actualmente es Vicesuperintendenta del Cuerpo de Bomberos de la comuna.

## Carrera política
Su carrera política inicia cuando resulta elegida concejal de Antofagasta en las elecciones municipales de 2021, con 3.169 votos, por la  Federación Regionalista Verde Social (FRVS); para el período 2021-2024.

## Historial electoral

### Elecciones municipales de 2021
- Elecciones municipales de 2021, para el concejo municipal de Antofagasta.

| Candidato                | Pacto                                   | Partido | Votos | %    | Resultado |
| ------------------------ | --------------------------------------- | ------- | ----- | ---- | --------- |
| Camilo Kong Pineda       | Frente Amplio                           | ILXS    | 7.014 | 7.18 | Concejal  |
| Ignacio Pozo Piña        | Radicales e Independientes              | PR      | 4.807 | 4.92 | Concejal  |
| Karina Guzmán Arias      | Chile Digno, Verde y Soberano           | FRVS    | 3.169 | 3.24 | Concejala |
| Paz Fuica Contreras      | Frente Amplio                           | RD      | 2.875 | 2.94 | Concejala |
| Waldo Valderrama Salazar | Chile Digno, Verde y Soberano           | PCCh    | 2.724 | 2.79 | Concejal  |
| Luis Aguilera Villegas   | Chile Vamos                             | RN      | 2.645 | 2.71 | Concejal  |
| Marianela Armijo Rivera  | Ecologistas e Independientes            | ILXZ    | 2.251 | 2.30 |           |
| Karina Ángel Astudillo   | Chile Digno, Verde y Soberano           | PCCh    | 2.063 | 2.11 |           |
| Roberto Jorquera Vergara | Radicales e Independientes              | ILZU    | 2.046 | 2.09 | Concejal  |
| Gabriel Alvial Ibarbe    | Unidos por la Dignidad                  | PRO     | 1.959 | 2.00 | Concejal  |
| Víctor Guzmán Rojas      | Chile Digno, Verde y Soberano           | PCCh    | 1.947 | 1.99 |           |
| Paola Antileo Pino       | Unidos por la Dignidad                  | ILXU    | 1.805 | 1.85 |           |
| Norma Leiva Escalona     | Unidad por el Apruebo                   | PS      | 1.798 | 1.84 | Concejala |
| Aliro Díaz Reyes         | Unidad por el Apruebo                   | ILYW    | 1.794 | 1.84 |           |
| Néstor Maizares del Pino | Unidad por el Apruebo                   | ILYW    | 1.709 | 1.75 |           |
| Yasna Zúñiga Arqueros    | Chile Digno, Verde y Soberano           | ILM     | 1.583 | 1.62 |           |
| Natalia Sánchez Muñoz    | Partido de Trabajadores Revolucionarios | PTR     | 1.572 | 1.61 | Concejala |
| Gloria Music Tomicic     | Chile Vamos                             | ILXK    | 1.570 | 1.61 |           |